# Mại dâm tại Thái Lan
Mại dâm ở Thái Lan, hoặc Mại dâm tại Thái Lan bao gồm các thống kê và pháp luật liên quan đến tình hình mại dâm tại Thái Lan, như số lượng người bán dâm cũng như những quy định của pháp luật về hành vi mua bán dâm, chủ chứa, môi giới mại dâm... theo quy định của pháp luật Thái Lan, mại dâm là bất hợp pháp, tuy nhiên việc thực thi pháp luật kém hiệu quả khiến Thái Lan bị xem là điểm tập trung của các đường dây mại dâm quốc tế, buôn bán phụ nữ và mại dâm trẻ em.

## Pháp luật
Tại Thái Lan, mại dâm bất hợp pháp và bị luật pháp nghiêm cấm. Đạo luật năm 1960, tiếp đó là Đạo Luật phòng chống mại dâm, BE. 2539 (1996) đã quy định cấm các hành vi mua bán dâm. Mua bán dâm sẽ bị phạt 1 tháng tù và/hoặc 1.000 baht (khoảng 40 USD), mua dâm trẻ em có thể bị tù 6 năm, còn chủ chứa sẽ bị phạt tù 3-15 năm.. Mua dâm trẻ em dưới 18 tuổi bị phạt 4-20 năm tù và phạt tiền 80.000 - 100.000 baht. Năm 2003, Bộ Tư pháp Thái Lan đã từng đề xuất thảo luận về việc hợp pháp hóa mại dâm.. Tuy nhiên, do vấp phải sự phản đối của dư luận và những lo ngại về hệ lụy xã hội nên đề xuất bị bãi bỏ.

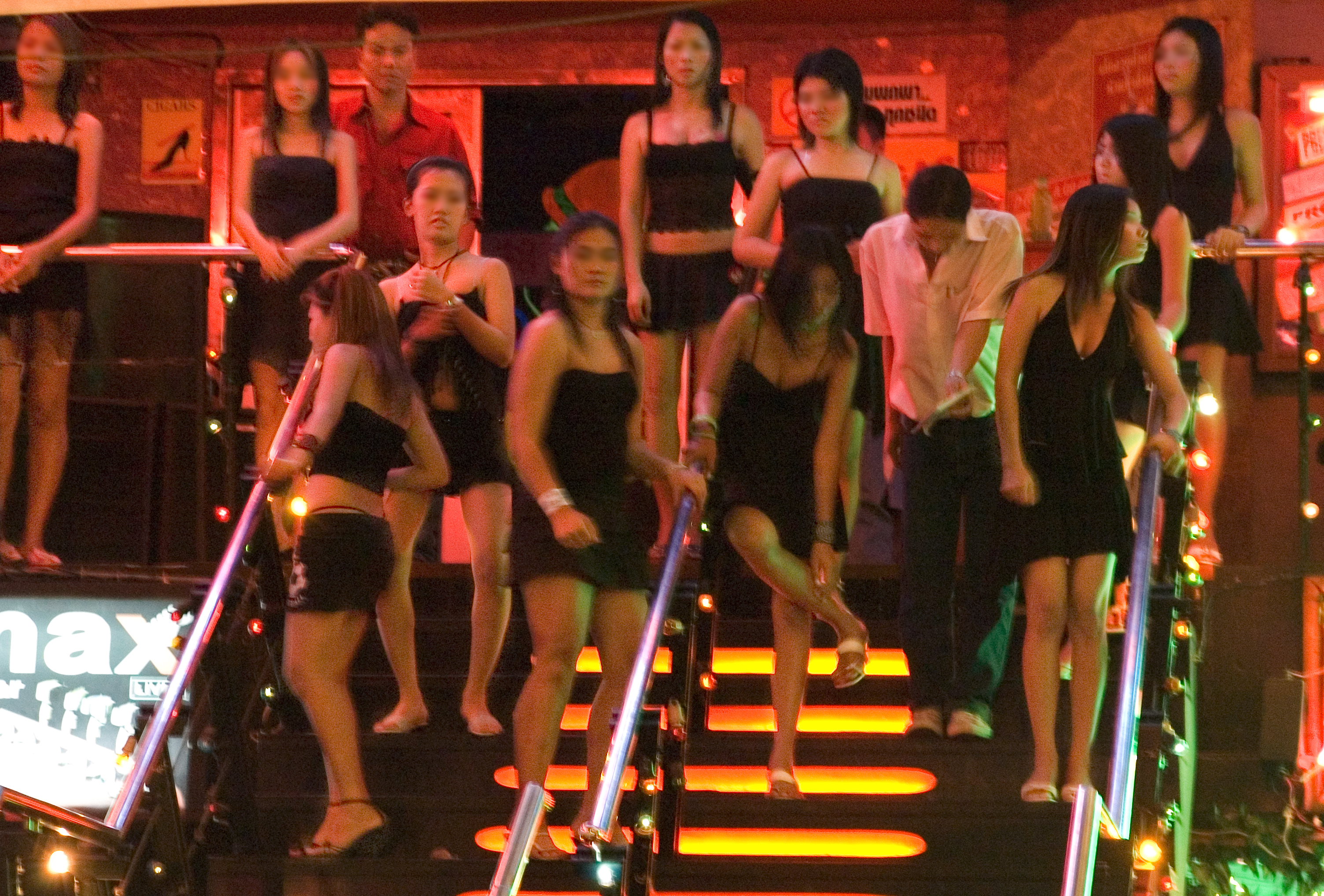
Ẩn sau gái mại dâm Thái Lan là 2 ma cô (1 kẻ cầm sổ). Ảnh chụp của phóng viên Cục phòng chống buôn người Hoa Kỳ

Luật là như vậy, nhưng trong thực tế, các nhà thổ lại hoạt động công khai dưới sự bảo kê của Mafia và sự làm ngơ (thậm chí hợp tác bảo kê) của chính quyền địa phương. Sự trái ngược giữa pháp luật và việc thực thi lớn đến nỗi nhiều người lầm tưởng mại dâm ở Thái Lan là hoàn toàn hợp pháp. Ở khía cạnh khác, nó cũng cho thấy sự yếu kém, "tiền hậu bất nhất" của hệ thống pháp luật Thái Lan, và thậm chí là cả sự lũng đoạn chính quyền địa phương của tội phạm có tổ chức. Ước tính có hơn 60 ngàn nhà thổ ở Thái Lan, còn nhiều hơn số trường học ở nước này.
Nhìn qua vẻ ngoài quy củ của các phố đèn đỏ, nhiều người nước ngoài cho rằng chính phủ Thái Lan đã tổ chức tốt mại dâm và điều đó sẽ làm giảm tác hại mà mại dâm gây ra (như hối lộ, bảo kê, ma túy...). Nhưng thực tế, những góc khuất tội ác ẩn sau các khu đèn đỏ này khác xa so với họ vẫn tưởng. Chính phủ Thái Lan không hề quản lý các khu đèn đỏ, nắm quyền kiểm soát là các băng đảng tội phạm. Các phố đèn đỏ Thái Lan là nơi ẩn náu an toàn của những thế lực tội phạm khét tiếng như Hội Tam Hoàng hay Yakuza. Cuộc đời của người bán dâm tại Thái Lan thực tế luôn đầy rẫy hiểm nguy, bệnh tật, cũng như phải chịu sự kì thị của cộng đồng vốn thấm nhuần tinh thần Phật giáo (giáo lý đạo Phật lên án chuyện gian dâm ngoài vợ chồng).

## Các chiến dịch truy bắt từ năm 2014
Sau nhiều năm để mại dâm hoạt động bán chính thức, từ năm 2014, Chính phủ của Tướng Prayuth Chan-ocha đã truy bắt mại dâm một cách khắc nghiệt hơn. Tướng Prayuth tuyên bố rằng chính phủ cần phải cải cách vấn đề này để khôi phục lại nền đạo đức của đất nước. Ngoài ra, việc chống mại dâm còn nhằm ngăn chặn tình trạng tăng cao về mại dâm tuổi vị thành niên và buôn bán người, bởi Thái Lan đã lâm vào tình trạng "đặc biệt đáng xấu hổ" trong vấn đề này. Năm 2014, Hải quân Thái Lan bị phanh phui là đã tham gia vào đường dây buôn bán người từ Miến Điện, và Thái Lan đã bị hạ cấp xuống mức "báo động" trong báo cáo về nạn buôn người của Mỹ năm 2014.
Năm 2014, cảnh sát Thái Lan bắt đầu truy quét mại dâm ở khu phố đèn đỏ ở Pattaya trong một chiến dịch nhằm làm trong sạch hình ảnh thành phố du lịch nổi tiếng. Chính quyền thành phố đang nỗ lực cải thiện hình ảnh tai tiếng về "du lịch tình dục" và tội phạm tại Pattaya bằng những chiến dịch tuần tra hàng đêm ở phố đi bộ. Trước đây, thỉnh thoảng cảnh sát vẫn truy quét ở phố đèn đỏ, nhưng từ khi một nhà lãnh đạo mới và cứng rắn hơn chỉ huy lực lượng cảnh sát Pattaya, chiến dịch truy quét đã được đẩy mạnh
Trong tháng 10 năm 2014, cảnh sát Pattaya tuyên bố tình trạng mại dâm phổ biến là nguyên nhân gây ra tội phạm và các vấn đề khác trong thành phố du lịch nổi tiếng. Tháng 2/2015, cảnh sát Thái Lan đã đóng cửa Heaven Gentleman’s Lounge Club and Sport, phá vỡ một tiệc đêm gồm 100 người nước ngoài và một số phụ nữ Thái Lan. Câu lạc bộ bị đóng cửa trong 30 ngày, và nhà chức trách đang điều tra xem liệu có hay không gái mại dâm phục vụ khách hàng ở đó. Ngoài ra, 17 quán bar khác cũng bị cảnh sát đột kích để thu thập chứng cứ. Tháng 6/2016, một khu massage nổi tiếng ở Bangkok bị cảnh sát đóng cửa và bắt giữ hơn 100 gái mại dâm tại đây, trong đó có 15 trẻ vị thành niên. Đây là những động thái thể hiện thái độ mạnh tay của chính phủ Thái Lan với mại dâm.
Tháng 1/2018, cảnh sát Bangkok đã phanh phui một đường dây lớn chuyên buôn bán phụ nữ để phục vụ mại dâm. Họ giải cứu được 113 người, trong đó phần lớn là người Myanmar Một số nạn nhân còn chưa đầy 15 tuổi, một số nạn nhân cho biết họ đã bị bán vào đây từ năm 12 tuổi. Khoảng 20 quan chức cũng bị điều tra vì hành vi bảo kê cho đường dây mại dâm này
Tháng 7/2016, bà Kobkarn Wattanavrangkul, Bộ trưởng Du lịch Thái Lan tuyên bố "Thái Lan sẽ xóa sổ các hoạt động mua bán tình dục". Bà Kobkarn khởi động chiến dịch làm trong sạch hình ảnh du lịch Thái Lan ngay khi mới nhậm chức từ năm 2014, bắt đầu từ thành phố Pattaya - tâm điểm của hoạt động mua bán dâm ở Thái Lan. Theo Telegraph, sự phổ biến của mại dâm ở Thái Lan đã gây "tác dụng ngược", nó thu hút được một số khách du lịch nam độc thân nhưng lại khiến các khách du lịch tiềm năng hơn là phụ nữ, hộ gia đình và các công ty du lịch nghiêm túc không còn muốn tới đây. Nhằm xóa bỏ hình ảnh liên quan đến mại dâm, Thái Lan sẽ bắt đầu chiến dịch "tháng cho khách du lịch nữ" vào tháng 8/2016. Một mục tiêu của ngành du lịch khác mà Thái Lan đang nhắm tới hiện tại, đó là các du khách đến đây để tổ chức đám cưới, nghỉ trăng mật, du lịch sinh thái và tìm hiểu văn hóa (những đối tượng sẽ không muốn chọn Thái Lan làm điểm nếu mại dâm tiếp tục diễn ra phổ biến). Bà Kobkarn nói: "Chúng tôi muốn Thái Lan trở thành một vùng đất du lịch có chất lượng. Chúng tôi muốn nền công nghiệp tình dục được xóa bỏ. Khách du lịch sẽ không đến Thái Lan vì lý do đó nữa. Họ sẽ đến đây bởi những nét đẹp văn hóa của đất nước chúng tôi."
Năm 2017, Thủ tướng Thái Lan đã nhiều lần nói rằng sẽ tiến hành "tái cấu trúc nền tảng đạo đức" của đất nước. Hội đồng tư vấn sẽ tìm những biện pháp để diệt trừ hoặc làm giảm mại dâm mà vẫn giữ được sự hấp dẫn ở một số khu vực. Cảnh sát Thái Lan đã ban hành mệnh lệnh trên cả nước để cho phép thẳng tay trừng trị các tụ điểm thường diễn ra mại dâm, như các hộp đêm và quán karaoke. Theo tờ Asian Correspondent, Thái Lan đang nỗ lực để chứng minh sự an toàn và ít tệ nạn để có thể cạnh tranh với các điểm du lịch của các nước khác trong khu vực.
Trong một thông báo đầu năm 2018, Tổng cục Du lịch Thái Lan (TAT) đề ra chiến lược quảng bá và các chính sách trong tương lai nhằm đưa Thái Lan trở thành một điểm đến du lịch chất lượng, không còn mại dâm và “cực lực phản đối các tour du lịch tình dục dù dưới bất kỳ hình thức nào”. Mới đây, Bộ Ngoại giao Thái Lan đã lên tiếng phản đối vì cho rằng danh dự của đất nước bị xúc phạm, sau khi Bộ trưởng Du lịch Gambia nói rằng du khách quốc tế nếu muốn du lịch tình dục thì nên đến Thái Lan thay vì đất nước Tây Phi này. Bộ trưởng Văn hóa Thái Lan Veera Rojpojchanarat nói rằng chính phủ nước này ngày càng đưa ra nhiều biện pháp để truy quét mại dâm: "Thái Lan đã cải thiện nhiều về vấn đề du lịch tình dục sau khi Bộ Văn hóa đẩy mạnh vấn đề đạo đức trong xã hội"

## Thống kê
Trong suốt cuộc chiến ở Việt Nam, Mỹ đã ký một hiệp định với Thái Lan năm 1967 để cung cấp mại dâm cho binh sĩ. Hiệp định này mở cửa cho luồng đôla của lính Mỹ đổ vào Thái Lan, đổi lại là thân xác phụ nữ Thái Lan trở thành "món đồ chơi" trong tay lính Mỹ. Liên tục từ năm 1962 tới 1976, gần 700.000 lính Mỹ được đưa tới các nhà thổ ở Thái Lan mỗi năm. Tệ nạn mại dâm đã thực sự "bùng nổ" tại Thái Lan trong thời kỳ này. Năm 1957, ước tính Thái Lan có 20 ngàn gái mại dâm, thì tới năm 1964 đã tăng vọt lên 400 ngàn và năm 1972 là 500 ngàn, và duy trì ở mức đó cho tới nay. Doanh số của mại dâm Thái Lan ở thập niên 1990 được ước tính còn lớn hơn cả buôn ma túy.
Về mặt xã hội, ước tính 95% nam giới Thái Lan trên 21 tuổi đã từng quan hệ với gái mại dâm. Một khảo sát năm 1992 cho biết 97% nam thanh niên thường xuyên tìm đến gái mại dâm Tình trạng này tạo nên một tâm lý xã hội coi phụ nữ chỉ như một thứ đồ chơi tình dục cho đàn ông, và đến lượt tâm lý này sẽ kích thích những hành vi tội phạm tình dục. Kết quả là Thái Lan có tỷ lệ hiếp dâm cao nhất Đông Nam Á (~7-8 vụ/100 ngàn dân, gấp 2 lần Philipines, 3 lần Singapore và gấp 5 lần Việt Nam).
Nếu coi hành vi mua dâm trẻ em cũng là hiếp dâm thì tỷ lệ hiếp dâm của Thái Lan sẽ còn cao hơn con số trên hàng trăm lần, bởi Thái Lan cũng là điểm đến hàng đầu của những kẻ ấu dâm (thích quan hệ tình dục với trẻ em). Khoảng 310.000 trẻ em gái Thái Lan phải bỏ học mỗi năm, và rất nhiều trong số đó đã đi bán dâm. Về chính thức, quan hệ tình dục với người dưới 18 tuổi là bị cấm, nhưng ước tính vẫn có tới 40% gái mại dâm ở nước này là trẻ em dưới 16 tuổi. Ước tính 55% gái mại dâm Thái Lan bắt đầu bán dâm khi chưa đầy 18 tuổi

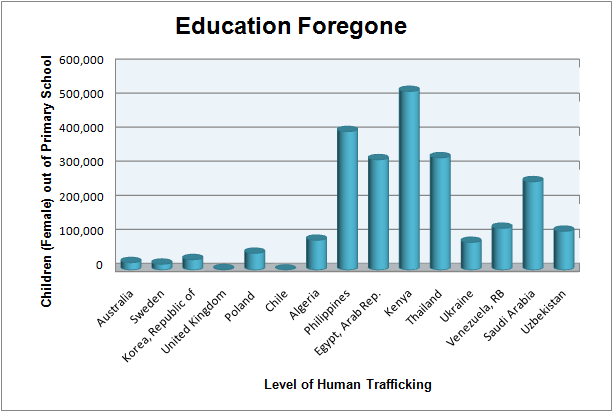
Tỷ lệ thất học cao ở Thái Lan là điều kiện lý tưởng cho mại dâm và buôn người phát triển

Thực trạng các quan chức và cảnh sát nhận hối lộ để làm ngơ cho các ổ mại dâm là rất phổ biến. Năm 1997, ước tính có 20-30 nghị sĩ dính líu tới các đường dây mại dâm. Chuwit Kamolvisit, được coi là "ông trùm của mại dâm Thái Lan", nói rằng ông ta đã hối lộ khoảng 1,5 triệu bảng Anh (khoảng 3 triệu đôla) trong suốt 10 năm cho các chính khách và cảnh sát để họ làm ngơ cho việc kinh doanh tình dục của ông ta. Chuwit Kamolvisit sau đó còn dùng tiền thu được từ mại dâm để vận động tranh cử nhằm tìm cách tiến thân vào giới chính trị gia. Marut, một ma cô nổi tiếng ở Pattaya và có liên hệ với Mafia Nga, cho biết: Hơn 60% khách hàng của Marut chính là các quan chức chính phủ, bao gồm cả cảnh sát. Marut gọi đó là "dịch vụ đặc biệt" cho các nhân vật uy quyền.
Theo UNODC, Thái Lan là một điểm đến hàng đầu của bọn buôn người làm nô lệ tình dục. Hầu hết phụ nữ bị buôn bán đến từ Myanmar, Campuchia, Lào và Trung Quốc. Với đường biên giới dài và hiểm trở của Thái Lan, bọn buôn người có thể dễ dàng đưa nạn nhân vượt biên mà không cần giấy tờ. Phụ nữ từ Thái Lan cũng bị buôn bán tới nhiều nước, đặc biệt là Hà Lan và Đức ở châu Âu, Nhật Bản, Austrlia, Ấn Độ, Malaysia và các quốc gia Trung Đông. Năm 1991, mỗi phụ nữ Thái Lan bị bán cho Mafia Nhật với giá 2.400 - 18.000 USD mỗi người. Năm 2006, một nô lệ tình dục đã trốn thoát sau khi giết chết chủ chứa và tố cáo một đường dây mại dâm do Mafia Nhật (Yakuza) tổ chức, gây chấn động dư luận về sự thực đen tối ẩn sau "những ảo tưởng về hợp pháp hóa mại dâm để kiểm soát"
Các khu đèn đỏ ở Thái Lan là tụ điểm của các nhóm tội phạm có tổ chức người Hoa (nhiều nhóm có liên hệ với Hội Tam Hoàng) chuyên buôn người, buôn ma túy và tống tiền. Cảnh sát Thái Lan gọi đó là "Các băng nhóm heo con". Thành phố Pattaya có một ngành công nghiệp tình dục nhiều tỷ đôla với các đường dây chuyên buôn bán ma túy, rửa tiền và buôn bán phụ nữ xuyên quốc gia. Nhiều nhóm tội phạm Nga đã thiết lập hoạt động mại dâm, ma túy và giết mướn ẩn sau các doanh nghiệp hợp pháp như các quán bar và nhà hàng ở Pattaya. Các trang web du lịch thì khuyến cáo du khách phải cẩn thận nếu đi vào các khu đèn đỏ như Patpong bởi những nơi này có tỷ lệ tội phạm tụ tập rất cao, nếu không đề phòng có thể bị lừa hoặc tệ hơn là bị cướp.
Bệnh dịch do mại dâm đem lại cũng lan tràn, bệnh HIV/AIDS đã trở thành vấn nạn lớn với Thái Lan. Năm 2010, Sở kiểm soát dịch bệnh Thái Lan (DDC) ước tính rằng 40% người bán dâm đã không sử dụng bao cao su. Báo cáo năm 2008 của DDC cho biết có 532.522 người Thái nhiễm HIV, chiếm 1,3% dân số trưởng thành, là tỉ lệ "cao nhất ở châu Á" và thứ 4 thế giới., con số thực có thể còn lớn hơn thế rất nhiều, mà một trong các nguyên nhân chính là do nạn mại dâm gây ra.
Một nghiên cứu cho thấy, 20% số gái mại dâm ở Thái Lan có kết quả dương tính với HIV/AIDS. Và để có thể kiếm tiền nhiều hơn, nhiều gái mại dâm còn phải dùng đến ma túy để “tăng ca”
Đặc biệt, có nhiều chàng trai Thái Lan vì gia cảnh nghèo, đã vay mượn tiền để giải phẫu chuyển giới thành nữ giới để đi bán dâm, trở thành thứ mà người ta gọi là "Thái giám thời hiện đại", và Thái Lan giờ trở thành cái tên gợi cho nhiều người liên tưởng tới "những gã đàn ông bệnh hoạn thích đội lốt nữ giới".
Kritaya Archavanitkul, nhà hoạt động vì quyền con người Thái Lan, nói: 
"Đáng buồn mà nói, cấu trúc xã hội Thái Lan có xu hướng chấp nhận mại dâm. Và có thể, chúng ta có những tổ chức Mafia tham gia vào các đảng phái chính trị, điều này sẽ giúp tệ nạn mại dâm bị lờ đi. Lý do thứ hai là yếu tố văn hóa, ở Thái Lan, hành vi mua dâm của người đàn ông được chấp nhận. Các chính khách, chủ yếu là nam giới, tất nhiên, họ không thấy mại dâm là một vấn đề. Họ biết có nhiều phụ nữ tham gia vào tệ nạn mại dâm ở Thái Lan. Họ biết rằng một số bị đối xử bạo lực và tàn bạo. Nhưng họ không nghĩ rằng đó là một hình ảnh khủng khiếp. Và, bởi vì lợi nhuận béo bở lôi cuốn nhiều người tham gia và cả việc hối lộ, cho nên các chính khách đã nhắm mắt làm ngơ cho tệ nạn này"..
Một gái bán hoa ở Bangkok có tên Pim cho biết, họ sẽ bị chủ chứa trừng phạt nếu không kiếm đủ khách, đồng thời thường xuyên bị khách mua dâm đe dọa và bạo hành. Họ không dám bỏ trốn vì lũ ma cô dọa sẽ tiết lộ chuyện bán dâm, khiến cho gia đình họ xấu hổ và nhục nhã. Rất nhiều khách làng chơi thích bé gái hoặc thiếu nữ nên những chủ chứa thường tìm cách săn lùng, lừa gạt trẻ vị thành niên từ các ngôi làng nông thôn. Cô cho biết: 
"Người nước ngoài cho rằng cứ trả tiền là được quan hệ tình dục ở Thái Lan vì cho rằng các cô gái ở đây thực sự muốn làm chuyện đó mà không hiểu rằng, phần lớn gái bán hoa ở đây không có sự lựa chọn nào khác và họ luôn mong được giải thoát".
Cuốn tự truyện của Thanadda Sawangduean, 42 tuổi, một phụ nữ Thái Lan từng làm gái mại dâm, đã được trao giải thưởng Chommanard năm 2010. Cô đã bị lừa bán làm gái mại dâm ở Pattaya. Tại mỗi nơi bị lừa tới, cô đều bị đánh đập. Sawangduean cũng từng bị bắt dùng ma túy và tống vào tù do tàng trữ chất gây nghiện. Cô chia sẻ trên tờ Bangkok Post: 
"Tôi đã lún sâu vào con đường nhơ nhớp và giờ phải chịu những ám ảnh cả về thể xác lẫn tâm hồn. Thông qua cuốn sách, tôi muốn chia sẻ những trải nghiệm cuộc đời và xem đây như một bài học cho những ai đi nhầm đường lạc lối". Ban giám khảo cho biết, cuốn sách đã phản ánh sâu sắc vấn nạn mại dâm mà xã hội Thái đang phải đối mặt.